# Ханско језеро
Ханско језеро или Хански лиман (рус. озеро Ханское) периодично је слано језеро лагунског порекла смештено уз источну обалу Азовског мора, на северу Краснодарског краја Русије. Цела језерска акваторија припада Јејском општинском рејону.
Језеро се налази у јужном делу Јејског полуострва на неких 40 km југоисточно од града Јејска, односно 130 km северозападно од Краснодара. У прошлости је представљало плитки залив Азовског мора и било је сједињено са његовим Бејсушким лиманом. Морски таласи и ветар су временом залив у потпуности одвојили од остатка морске акваторије и претворили га у језеро. Језеро данас има овалан облик и издужено је у смеру југоисток-северозапад са максималном дужином од 16 км, док максимална ширина не прелази 7 км. Како се ниво језера налази на нивоу светског мора, површина језерске акваторије варира и креће се од максималних 86 km2 па до потпуног одсуства воде. Просечна дубина је од 0,5 до 0,9 метара, максимална 1,8 метара.
Због малих дубина воде језеро у летњем делу године услед високих температура готово у потпуности пресуши остављајући за собом веће наслаге соли на површини, а у плићацима у којима се вода задржава салинитет је и до 12 пута виши у поређењу са Азовским морем. Главни извори воде у језеру су углавном падавине и вода из суседног мора која се у време високе плиме и током олуја прелива преко уске пешчане превлаке. Једина притока језера је реке Јасени, а њене воде утичу на биланс језера углавном у зимском делу године пошто и сама река лети неретко пресуши у доњем делу тока.
Блато које се вади са дна језера има лековита својства и садржи високе концентрације сулфата, карбоната и хлорида натријума, калцијума и магнезијума.
Језеро је заштићено законом од 1988. године и има статус споменика природе. На подручју око језера регистровано је присуство више од половине свих птица које обитавају на подручју Кубања, а величином се посебно издвајају колоније кудравих пеликана, велике чигре, црноглавог галеба и великог корморана.